# Dryomyza anilis
Dryomyza anilis é uma mosca comum da família Dryomyzidae [en]. Encontrada em diversas regiões do hemisfério norte, essa espécie apresenta coloração marrom e laranja com olhos vermelhos grandes e distintos. A longevidade da mosca não é totalmente conhecida, mas machos criados em laboratório podem viver de 28 a 178 dias. Recentemente, D. anilis foi reinserida no gênero Dryomyza, sendo a espécie-tipo desse gênero. A família Dryomyzidae era anteriormente considerada parte da Sciomyzidae [en], mas agora é reconhecida como uma família distinta, com duas subfamílias.
Os machos de D. anilis exibem comportamento territorial, defendendo carcaças para atrair parceiras em potencial. Eles também protegem as fêmeas, e conflitos por fêmeas são frequentes. As fêmeas geralmente acasalam com múltiplos machos. O acasalamento ocorre em várias rodadas de copulação [en] e oviposição. Durante o acasalamento, os machos realizam rituais de "toque" usando seus claspers para tocar os genitais da fêmea, aumentando as chances de fertilizar seus ovos. As fêmeas depositam várias ninhadas de ovos em carcaças, fungos, excrementos e outros substratos.

## Descrição

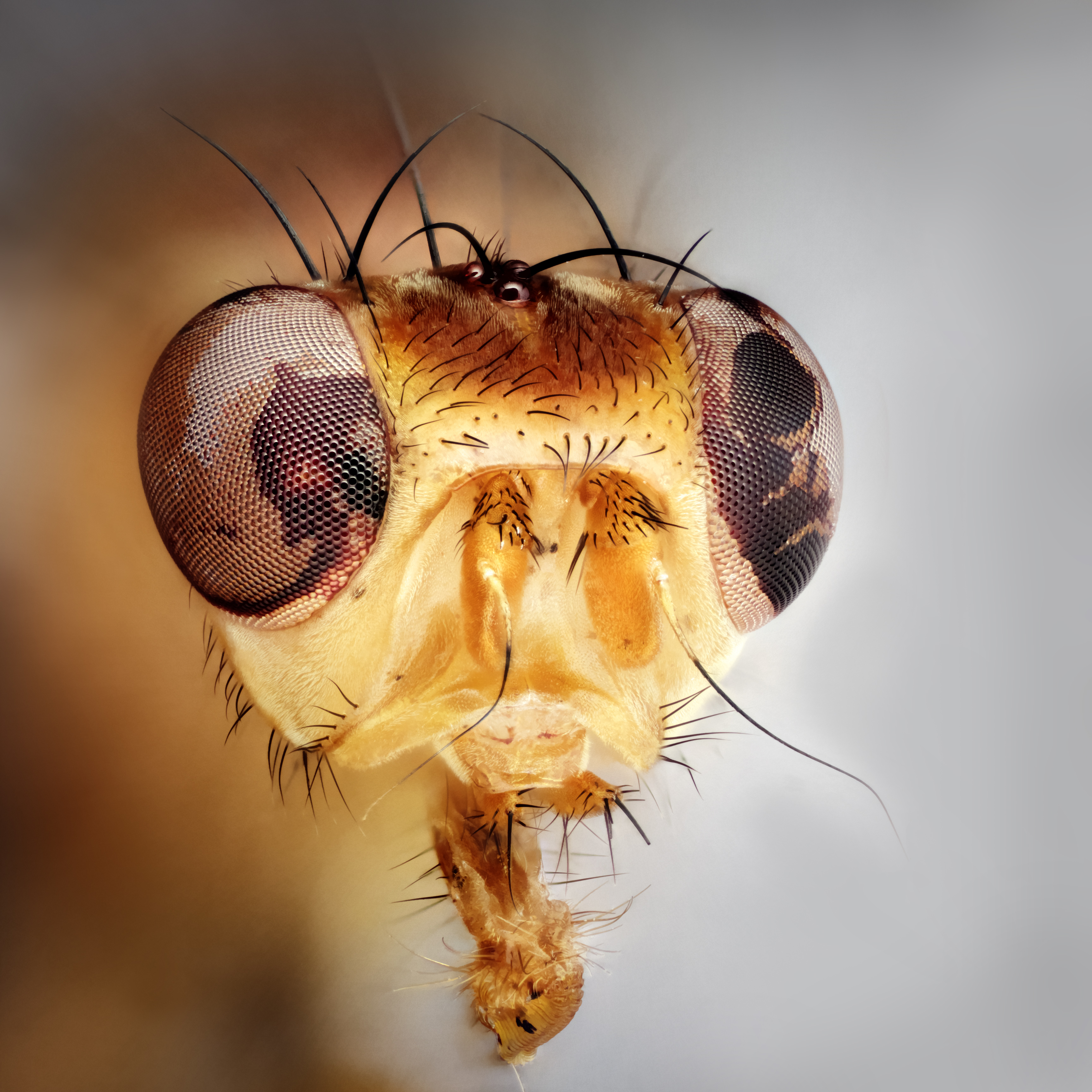
Face de Dryomyza anilis, destacando os grandes olhos vermelhos

Os adultos de D. anilis são de tamanho médio, com comprimento total variando de 7 a 14 mm, mas geralmente em torno de 12 mm. Sua coloração é marrom-clara e laranja, com olhos vermelhos proeminentes. A espécie pode ser distinguida de outros membros da família Dryomyzidae por sua arista quase nua (cerda apical), lúnula coberta (marca em forma de crescente ao redor das margens da asa) e cerdas prostigmáticas e pré-escutelares bem desenvolvidas.
A família Dryomyzidae é caracterizada por segmentos antenais próximos, margem oral projetada, prosterno em forma de tira não conectado ao propleura e ausência de espinhos costais. D. anilis possui tubos espiraculares posteriores curtos, sem ganchos nas placas espiraculares posteriores e tubérculos bem desenvolvidos apenas no segmento 12.
A longevidade da mosca em laboratório varia entre 28 e 178 dias.

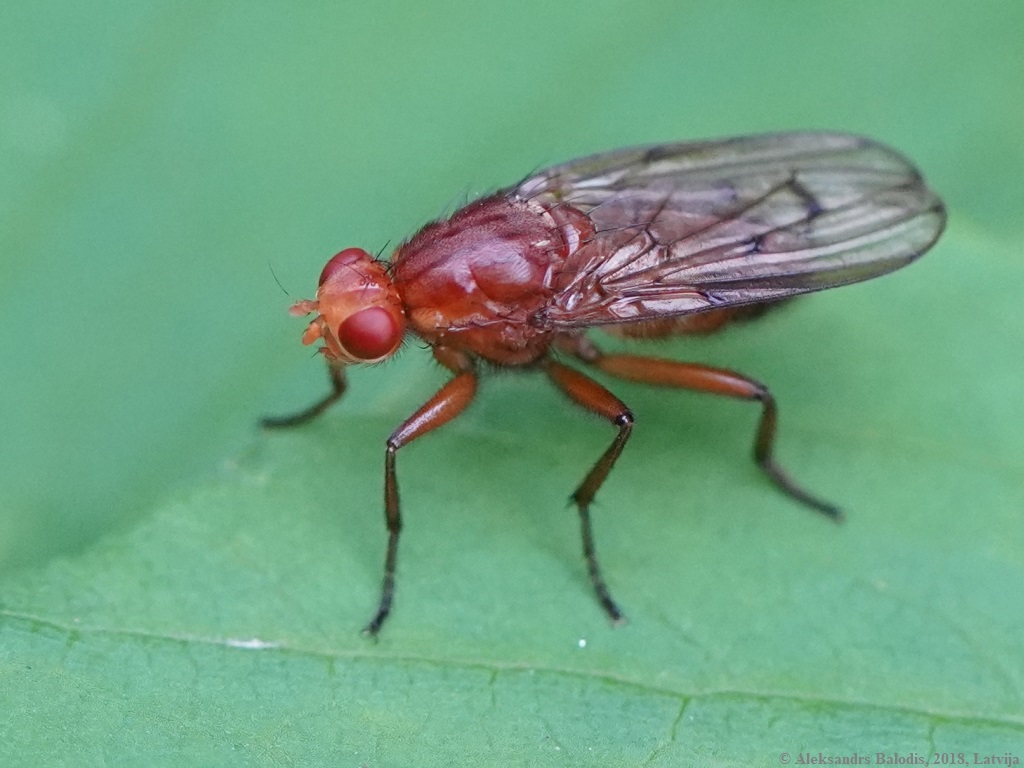
Marcações nas asas de Dryomyza anilis

### Taxonomia
A morfologia dos adultos indica que Dryomyzidae, Helcomyzidae e Helosciomyzidae são mais próximos entre si do que de Sciomyzoidea. Assim, embora Dryomyzidae fosse anteriormente parte de Sciomyzidae, agora é considerada uma família distinta com duas subfamílias: Dryomyzinae e Helcomyzidae [en]. Existem dois gêneros reconhecidos: Dryomyza, com dez espécies, e Oedoparena [en], com duas espécies. Comparada a outras espécies de Dryomyza do leste dos Estados Unidos (Dryope decipita e Dryomyza simplex), Dryomyza anilis é a mais comum e apresenta as marcações nas asas mais intensas.

## Distribuição
D. anilis é holártica, presente no Canadá e em muitos estados do norte dos Estados Unidos na região neoártica. A mosca também é amplamente distribuída na região paleoártica, do Reino Unido ao Japão. No Reino Unido, é comum e disseminada na Inglaterra e no País de Gales, mas menos comum na Escócia. D. anilis é mais prevalente na natureza de maio a setembro.

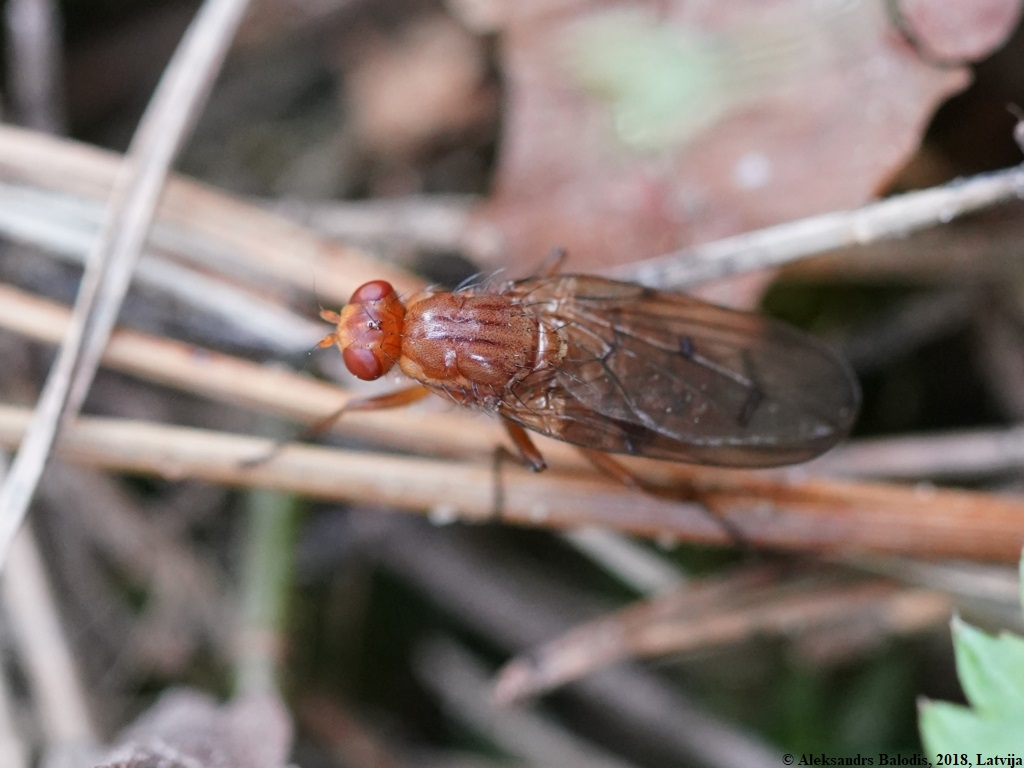
Dryomyza anilis em seu habitat natural: vegetação rasteira e úmida

Os adultos são encontrados em habitats úmidos e sombreados, entre vegetação rasteira e excrementos. Seus habitats incluem excrementos humanos, carcaças de raposas e faisões, e fungos fétidos. Ovos foram encontrados em excrementos humanos, e larvas em carcaças de faisões. D. anilis pode se desenvolver de ovo a pupa em matéria animal morta, mas não em matéria vegetal em decomposição. Larvas experimentalmente colocadas não atingiram a maturidade quando criadas em grama apodrecida, polpa de abóbora em decomposição, alface em decomposição ou esterco bovino. Elas atingiram a maturidade quando criadas em hambúrguer, minhocas mortas, moscas-grua mortas, caracóis poligrid mortos, uma lagarta de asclepiadácea morta, uma lesma morta e cogumelos agaricáceos em decomposição.

## Comportamento

### Territorialidade
Uma característica marcante de D. anilis é o comportamento territorial dos machos. Os machos defendem fêmeas que depositam ovos e pequenas carcaças onde as fêmeas se alimentam e ovipositam. Outros machos desafiam os machos territoriais pelo acesso ao território e/ou às fêmeas, resultando na tomada do recurso ou na expulsão do competidor. Machos maiores têm maior probabilidade de vencer conflitos por recursos, e os maiores tendem a manter territórios. Os machos dedicam mais tempo à defesa das fêmeas do que do território, sugerindo que consideram as fêmeas um recurso mais valioso.
Carcassas maiores atraem muitos machos, alguns dos quais defendem territórios distintos na carcaça. No entanto, quando a densidade de machos ultrapassa certo nível, menos machos tentam controlar o território; o comportamento territorial diminui à medida que a competição aumenta.

### Acasalamento

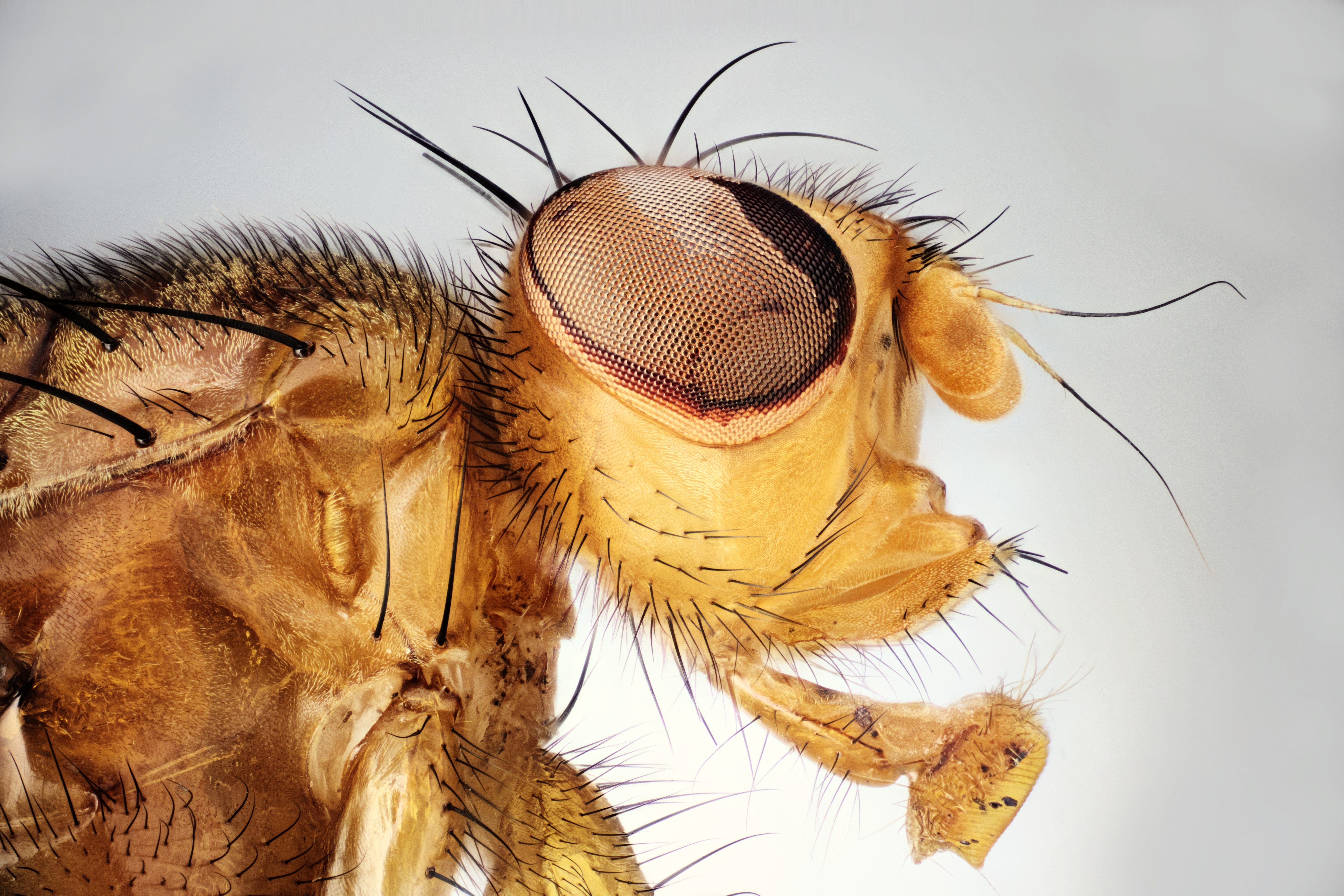
Macho adulto de Dryomyza anilis

D. anilis geralmente acasala quando uma fêmea se aproxima de uma carcaça para se alimentar. Um macho próximo inicia o acasalamento montando a fêmea em uma posição específica. A ponta do abdômen do macho e suas pernas traseiras abrem as asas da fêmea, enquanto as demais pernas seguram as asas, o abdômen e o substrato durante o acasalamento. O acasalamento consiste em vários ciclos de copulação e oviposição. O par se afasta da carcaça para copular, e a fêmea retorna para depositar seus ovos enquanto é protegida pelo macho. Esse processo pode se repetir por até seis ciclos de copulação e oviposição, após os quais a fêmea geralmente deixa a carcaça, enquanto o macho permanece.
A copulação é um ritual distinto. Primeiro, o aedeagus [en] do macho é inserido no trato genital da fêmea por cerca de um minuto, sendo então removido enquanto o macho permanece montado. Após uma breve pausa, o macho inicia uma série de movimentos de toque, batendo ritmicamente nos genitais externos da fêmea com seus claspers cerca de 20 vezes, seguido por um contato mais prolongado. O par permanece imóvel por cerca de dois minutos antes de iniciar outro ciclo de toques. Esse ciclo de toques é repetido de 8 a 31 vezes durante o acasalamento, com a maioria das sequências ocorrendo na primeira copulação. O toque aumenta o sucesso da fertilização, provavelmente influenciando a distribuição do esperma no trato reprodutivo da fêmea; machos removidos antes de realizar o ritual de toque foram significativamente menos bem-sucedidos na fertilização dos ovos. Machos maiores tendem a realizar mais sequências de toques e têm maior sucesso na fertilização, seja por seu tamanho ou por preferência das fêmeas por machos maiores.
Durante a copulação, o esperma do macho é depositado em um órgão de armazenamento chamado bursa copulatrix. O esperma de acasalamentos anteriores é armazenado principalmente em tubos de armazenamento duplos chamados spermathecae, enquanto o esperma do acasalamento mais recente fica em uma espermateca singular separada. Durante o toque, o esperma é movido para a espermateca singular, e as fêmeas geralmente usam o esperma dessa espermateca durante a oviposição. Por isso, os machos maximizam o sucesso reprodutivo garantindo que sejam os últimos a acasalar com uma fêmea; o último macho a acasalar antes da oviposição tem maior probabilidade de fertilizar os ovos. Ovos depositados na última rodada de oviposição têm maior probabilidade de sobreviver.
Machos e fêmeas de D. anilis selecionam parceiros com base em certas características. Os machos investem mais recursos em fêmeas com ovos maduros, realizando mais sequências de toques e ciclos de copulação. Os machos avaliam o estado dos ovos da fêmea pressionando suas pernas traseiras contra o abdômen dela. Machos rejeitam fêmeas sem ovos maduros. Da mesma forma, as fêmeas exibem comportamentos para evitar acasalar com machos indesejados. Se montada por um macho não desejado, a fêmea pode virar o abdômen para baixo, caminhar, chutar, sacudir ou rolar para desalojá-lo. As fêmeas de D. anilis são poliândricas [en] e frequentemente acasalam com vários machos enquanto depositam uma única ninhada de ovos. As fêmeas podem armazenar esperma suficiente para duas ninhadas, tornando o acasalamento antes de cada oviposição demorado e desnecessário, expondo-as a riscos de predação, doenças e lesões durante conflitos entre machos. No entanto, os múltiplos acasalamentos dão às fêmeas acesso aos recursos de machos territoriais, como alimento e locais de oviposição, e acasalar com machos territoriais pode permitir que a fêmea seja protegida enquanto deposita seus ovos. Fêmeas maiores tendem a acasalar com menos machos e realizar menos ciclos de copulação por acasalamento, o que pode lhes conferir uma vantagem sobre fêmeas menores.

## História de Vida

### Ovo
Os ovos de D. anilis têm cerca de 1,25 mm de comprimento e 0,45 mm de largura, são alongados e afunilados em uma extremidade. São de cor branca cremosa. Os ovos possuem conjuntos de protrusões chamadas flanges, que aparecem em pares nas superfícies traseira e lateral. Essas flanges são arredondadas na extremidade frontal e mais pontiagudas na traseira. Além das flanges, a superfície do ovo é coberta por um padrão de linhas hexagonais finas. A estrutura do ovo é adaptada para sobreviver em diferentes tipos de substratos onde são depositados. As flanges permitem que o ovo flutue na superfície de um substrato líquido. Além disso, o córion assume a cor do substrato onde é depositado, proporcionando camuflagem e proteção contra predadores. Os ovos são depositados um a um em uma superfície úmida, às vezes lado a lado. A superfície inferior do ovo é brilhante e pegajosa. O período de incubação dos ovos é relativamente curto, geralmente cerca de 24 horas. Na eclosão, o córion do ovo se rompe, quebrando a cobertura externa e permitindo que a larva escape. As larvas jovens então buscam um ponto macio ou fenda onde possam se enterrar.

### Larva
No primeiro instar larval, o inseto mede de 1,67 a 2,96 mm de comprimento e 0,41 a 0,59 mm de largura. Espiráculos anteriores (aberturas na cobertura externa) ainda não estão presentes, enquanto espiráculos posteriores amarelo-pálidos já se desenvolveram. Quatro conjuntos de processos periféricos estão presentes. Um componente importante da anatomia da mosca é o esqueleto cefalofaríngeo. Esse esqueleto geralmente possui um ou dois ganchos bucais que permitem à mosca se mover e se alimentar. Conforme a mosca amadurece, o esqueleto cefalofaríngeo também se modifica para maximizar a capacidade de ingestão de nutrientes. Um conjunto de músculos chamados músculos dilatadores cibariais conecta-se ao esqueleto e funciona para elevar o teto da faringe, alargando o lúmen e proporcionando mais espaço. No primeiro instar, o esqueleto cefalofaríngeo é marrom-escuro a preto e mede de 0,28 a 0,33 mm de comprimento. Os segmentos variam em pigmentação, mas contêm 3 a 4 fileiras de pigmentação escura, seguidas por uma série de espículas menores e incolores que se estendem da borda externa do corpo da larva até a linha média. Barras laterais se fundem para formar uma estrutura semelhante a um gancho bucal.
O segundo instar é semelhante ao terceiro instar larval. O comprimento nesse estágio varia de 2,74 a 4,71 mm, com largura máxima de cerca de 0,61 a 0,91 mm. Espiráculos anteriores agora estão presentes e são de cor amarelo-pálida. Há uma placa, localizada na superfície frontal da mosca, curvada para cima em ambas as extremidades. O esqueleto cefalofaríngeo mede de 0,57 a 0,61 mm de comprimento. Mandíbulas esclerites (porções endurecidas do exoesqueleto) existem como ganchos bucais longos e estreitos, que parecem triangulares em vista lateral. Esclerites dentárias localizadas ao lado da mandíbula apontam para baixo e são levemente pigmentadas na parte traseira da mosca. Pequenos esclerites estão presentes entre os mandibulares, e um esclerite adicional é encontrado na extremidade posterior próximo ao hipostômio (uma estrutura próxima à boca que permite ao animal se fixar firmemente em outro para sugar, como no hipostômio [en] do carrapato).
O terceiro instar mede de 4,10 a 9,42 mm de comprimento e de 0,76 a 2,13 mm de largura. O tegumento é translúcido, e a forma geral do corpo começa a se assemelhar a uma mistura de cone e cilindro (com a extremidade frontal do inseto se tornando mais pontiaguda). Tubérculos não estão mais presentes nos segmentos 1 a 11. O esqueleto cefalofaríngeo é marrom-escuro a preto e mede de 0,93 a 1,05 mm de comprimento. Esclerites mandibulares estão bem desenvolvidos e presentes em pares em ambas as extremidades do corpo. Esclerites dentárias também são pareadas e encontradas separadamente próximo à margem dos esclerites mandibulares. O esclerite hipostomal não está fundido com outros e possui ramos anteriores mais largos do que na extremidade posterior.

### Pupa
Na próxima etapa, a larva se transforma em pupa. O pupário (o exoesqueleto endurecido que protege a pupa) é longo e estreito, medindo de 4,41 a 6,23 mm de comprimento e de 1,75 a 2,51 mm de largura. A pupa é de cor amare Lahar, 1 de Fevereiro de 2025 amarelo-marrom claro a marrom-avermelhada, com os segmentos 2 a 4 e 12 mais escuros que o restante. Espículas estão dispostas da mesma forma que na larva de terceiro instar. A pupa possui placas espiraculares posteriores de amarelo-marrom escuro a marrom-avermelhado e uma cicatriz espiracular mais escura. A placa anal também é marrom-avermelhada mais escura e invaginada, formando uma bolsa. O esqueleto cefalofaríngeo também é semelhante ao da larva de terceiro instar.

## Ecologia
D. anilis pode sobreviver em fontes de alimento que variam de insetos e vertebrados a fungos em decomposição. Pregas faríngeas nos esqueletos das larvas sugerem que as larvas obtêm nutrição de micro-organismos na fonte alimentar em decomposição. Essas pregas filtram seletivamente o alimento, garantindo que apenas material nutritivo seja ingerido. Larvas que se alimentam de tecido vivo não possuem essas pregas faríngeas. O curto período de incubação da mosca (cerca de 24 horas) pode proporcionar uma vantagem competitiva na exploração de recursos limitados. Nenhum predador ou parasita de D. anilis foi estudado, mas experimentalmente várias larvas de Mydaea urbana [en] conseguiram destruir uma grande população de Dryomyza anilis em excrementos humanos.

### Conservação

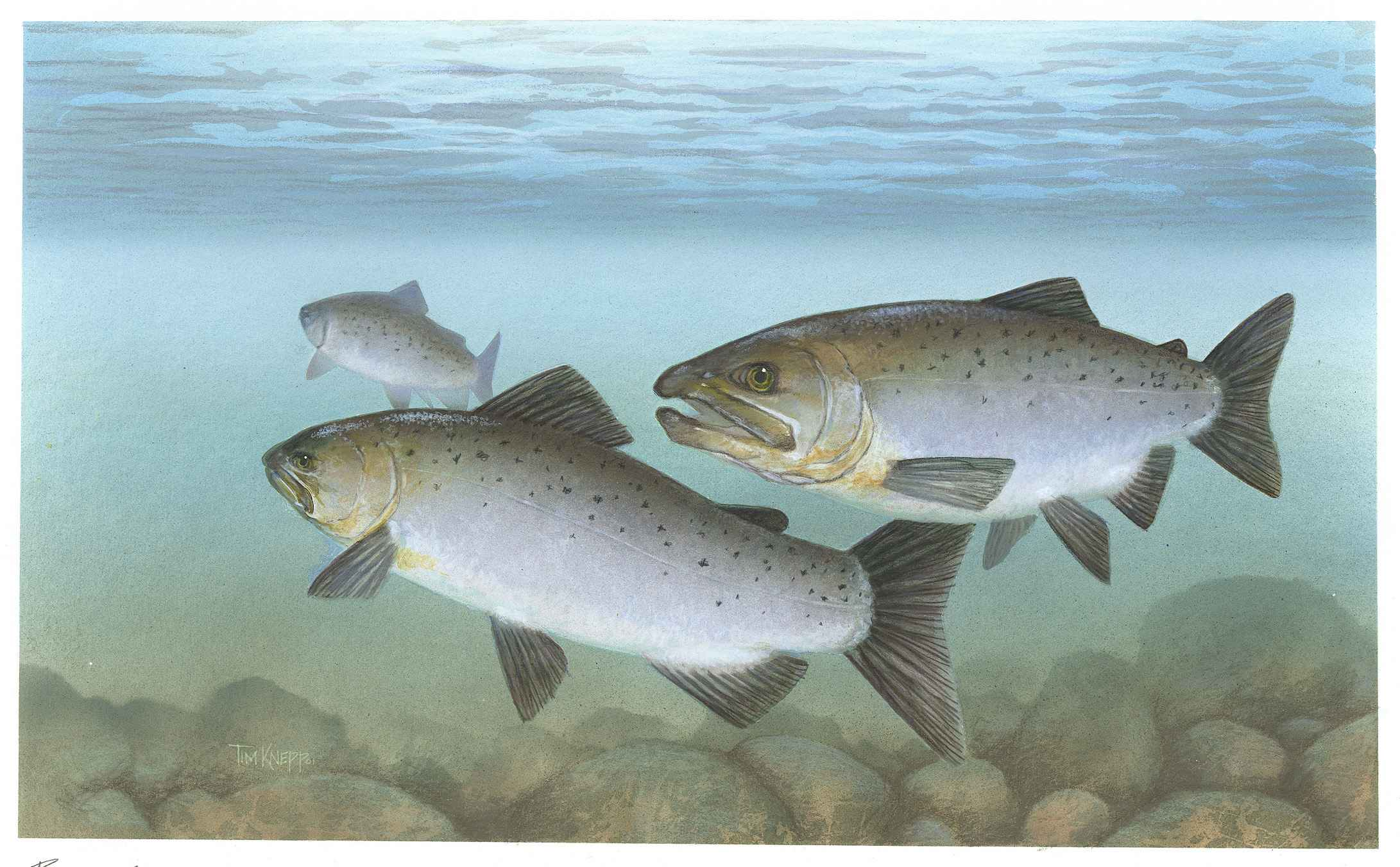
Desenho de salmão do Pacífico, gênero Oncorhynchus

D. anilis atua como saprofágica no ecossistema. D. anilis, junto com Calliphora terraenovae, foi encontrada utilizando carcaças de Oncorhynchus como fonte de alimento e substrato de oviposição na costa do Pacífico Norte. Portanto, há preocupação de que o declínio contínuo das populações de salmão possa ameaçar Dryomyza anilis e outras comunidades dependentes de salmão.